# 하일랜드파크역
하일랜드파크역(Highland Park Station)은 로스앤젤레스 군 광역철도의 금선역 중 하나이다. 캘리포니아 노스이스트 로스앤젤레스의 하일랜드 파크 지역에 있는 마르미온 웨이(Marmion Way, 노스 피게로아 스트리트(North Figueroa Street)에서 북쪽으로 한 블록)의 노스 애비뉴(North Avenue) 57 교차로 근처에 위치하고 있다.
이 역은 건축가인 Jud Fine이 만든 'Stone Tree Inverted Post (Bound Water Light)' 건축 조각이 있다.
건설 및 계획 단계에서 하일랜드파크 역은 원래 인근의 애비뉴 57(Avenue 57)을 따서 애비뉴 57 역이라는 이름을 가질 계획이었다. 선로 개통 직전에 세 개의 역 중 하나였다.
원래 이 역 인근에 있는 애치슨, 토피카 & 산타페 철도(Atchison, Topeka and Santa Fe)의 하일랜드파크 역과 화물 기지는 1965년에 철거되었다.

## 역 정보

### 역 구조
| 승강장 | 금선                            | ← 사우스웨스트뮤지엄 역 Southwest Museum ← 애틀랜틱행 (종착점행)    |
| 승강장 | 섬식 승강장, 왼쪽 출입문이 열림 |                                                                     |
| 승강장 | 금선                            | → 사우스패서디나 역 South Pasadena → APU/시트러스 칼리지행 (기점행) |

### 열차 운행 정보
이 역에서는 일반 시간에 지하철 운행이 오전 5시부터 시작하여 오전 12시 15분까지 운행한다.

## 연결 가능한 대중교통
| 메트로 Metro Bus        | 일반 메트로버스: 81, 83, 176, 256                                |
| LADOT                   | 일반: - DASH: 하일랜드파크(Highland Park) / 이글파크(Eagle Rock) |
| 유니언 역 Union Station | Los Angeles, Ca. Transportation Center                           |
| 기타:                   | -                                                                |

## 인근 역세권
- 수도원 산엔시노 (Abbey San Encino)
- 아로요세코 지역 도서관 (Arroyo Seco Regional Library)
- 하일랜드파크 레크리에이션 센터 (Highland Park Recreation Center)
- 하일랜드 극장 (Highland Theater)
- L.A. 경찰 역사 박물관 (L.A. Police Historical Museum)
- 옥시덴털 칼리지 (Occidental College) (이글록에 이웃)